# Vanessa italica
Vanessa italica är en fjärilsart som beskrevs av Hans Ferdinand Emil Julius Stichel 1900. Vanessa italica ingår i släktet Vanessa och familjen praktfjärilar. Inga underarter finns listade i Catalogue of Life.